# Ca l'Estevet (restaurant)
Ca l'Estevet és un restaurant ubicat al Carrer Valldonzella, 46, al barri del Raval de Barcelona, obert el 1890 amb el nom de Fonda Navarro. En els seus inicis, aquest establiment emblemàtic va obrir com a celler i fou més endavant quan va començar a oferir menjars. Entre el 1940 i el 1950, va canviar d'amos i de nom, quan el cuiner Esteve Suñé va poder comprar la fonda al senyor Navarro, passant-se a dir Ca l'Estevet, tot i que també era popularment conegut com La Mariona, en honor de la filla Mariona Suñé Oliveras, que hi treballava. Durant dècades anys van oferir cuina catalana tradicional. El 2009, quan va morir el seu antic propietari, va canviar de mans el negoci, i als pocs mesos va haver de tancar. Pepe Cabot Ros, actual propietari, va reobrir el negoci el 3 de març de 2010 i va continuar en la línia anterior. El responsable actual de la cuina és Dani Aznar, qui anteriorment havia treballat a llocs com la Casa Agustí (del carrer Bergara, Barcelona). Ofereixen cuina catalana tradicional i de mercat.
L'espai està decorat amb arrambadors de rajola tradicional i amb fotografies signades de grans personalitats que han passat pel centre, sobretot relacionades amb el món dels intel·lectuals, i de la cultura, l'espectacle i la faràndula barcelonina. Disposa d'espai per uns 35-40 comensals, a més d'un reservat al final del restaurant, famós per haver sigut ocupat freqüentment per personatges de la Gauche Divine dels anys 1960 i 70.

## Història
L'originari Fonda Navarro va existir amb aquest nom des del 1890 fins al 1940 o 50, al principi com a celler i després com a fonda. Un dels cuiners, l'Esteve Suñé i la seva dona, Maria Oliveras, van comprar la fonda i li va canviar el nom a l'actual, Ca l'Estevet, i aquí va començar una nissaga familiar. La Maria Oliveras es va posar també com a cuinera, i els seus fills Jordi Suñé Oliveras i Mariona Suñé Oliveras van feinejar entre els fogons i les taules des de petits. La Lina Luque es va casar amb el Jordi i també va entrar-hi a treballar, fins a la seva mort els anys 1970. La Carina, filla del matrimoni Suñé-Luque, hi va començar a treballar els estius a partir dels 15 anys. L'any 2002 deixà la seva professió de mestra per incorporar-se de ple al restaurant. Però quan el seu pare es volia jubilar l'any 2007, no va poder agafar el relleu del negoci familiar degut a la Llei espanyola d'arrendaments urbans (LAU) i l'enorme increment del lloguer (un 150%), i per això es va decidir traspassar el negoci.
El 2009, quan va morir l'antic propietari, va canviar de mans el negoci, i als pocs mesos va haver de tancar. El 3 de març del 2010, però, el restaurant va reobrir de les mans dels actuals propietaris, en Pepe Cabot Ros i la Bea Puig Bisquert, que son els besnets o quarta generació de la Casa Agustí (Bcn), i el restaurant continua gaudint de popularitat i bones ressenyes.

## Personatges i públic anònim
Avui i en el passat, aquest restaurant ha atret tant el públic anònim com molts personatges de la vida cultural Barcelonina. Entre els personatges que freqüentaven el restaurant a l'època de la Gauche Divine, s'hi podien comptar els pintors Joan Miró, Josep Guinovart, Jordi Alumà i Marc Aleu, el pintor i col·leccionista d'art Ramon Córdoba de Dalmases, els fotògrafs Colita, Francesc Català Roca, Leopoldo Pomés, Jaime Buesa i Oriol Maspons, l'escultor Xavier Corberó, l'actriu o model Teresa Gimpera, la model Romy, el periodista, filòleg i historiador Paco Noy, el periodista Alberto Oliveras, a més d'Oriol Regàs, fundador de la discoteca Bocaccio, els escriptors Manuel Vázquez Montalbán, Terenci Moix, Rosa Regàs i Joan de Sagarra, els cantants Raimon i Joan Manuel Serrat, el cineasta i escriptor Gonzalo Suárez, l'editora de Tusquets i traductora, Beatriz de Moura, l'empresari, mecenes i promotor cultural Albert Puig Palau (el «Tío Alberto» de Serrat) i la seva (futura?) esposa Isabelle/Isabel Clerc, el fotògraf, arquitecte i dissenyador milanès-barceloní Gianni Ruggiero, la model danesa-barcelonina Susan Holmquist, amb algunes aparicions de tant en quant de l'Antoni Tàpies, i a vegades fins al Joan Brossa, entre molts d'altres.
Entre els comensals també hi ha hagut la bailaora, actriu i pintora gitana catalana, La Chunga (Micaela Flores Amaya), i la seva companyia de dansa, com també l'actriu argentina establerta a Espanya, Analía Gadé, l'actor valencià Vicente Parra Collado, la cantant de copla andalusa i bailaora de flamenc, Lola Flores, i fins i tot, més recentment, el Mark Zuckerberg i la seva dona, la filantropa i pediatra estatsunidenca Priscilla Chan (el 2014, quan estaven a la ciutat pel Barcelona Mobile World Congress o Barcelona Mobile Week).

## Galeria

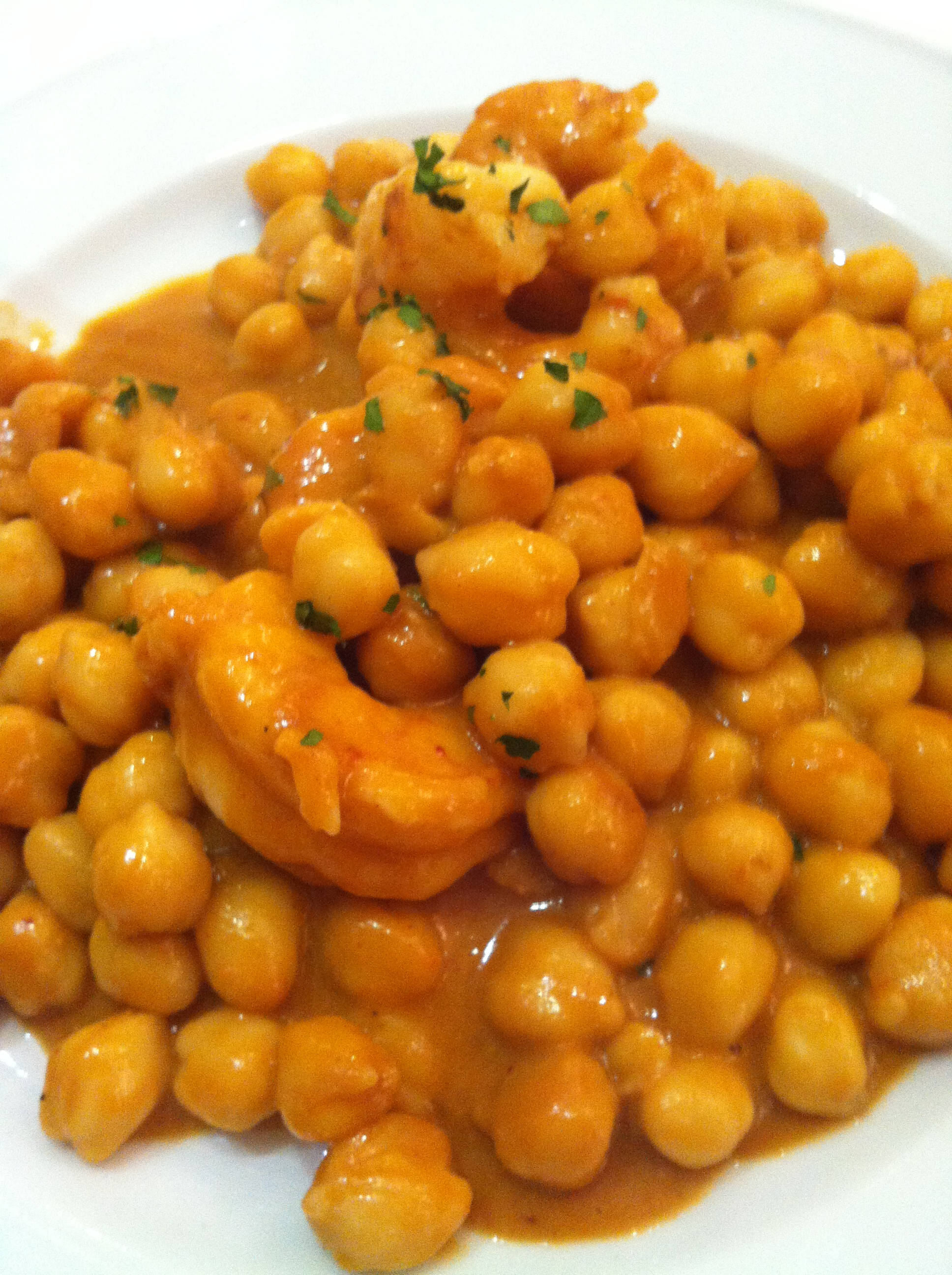
Cigrons amb gambes
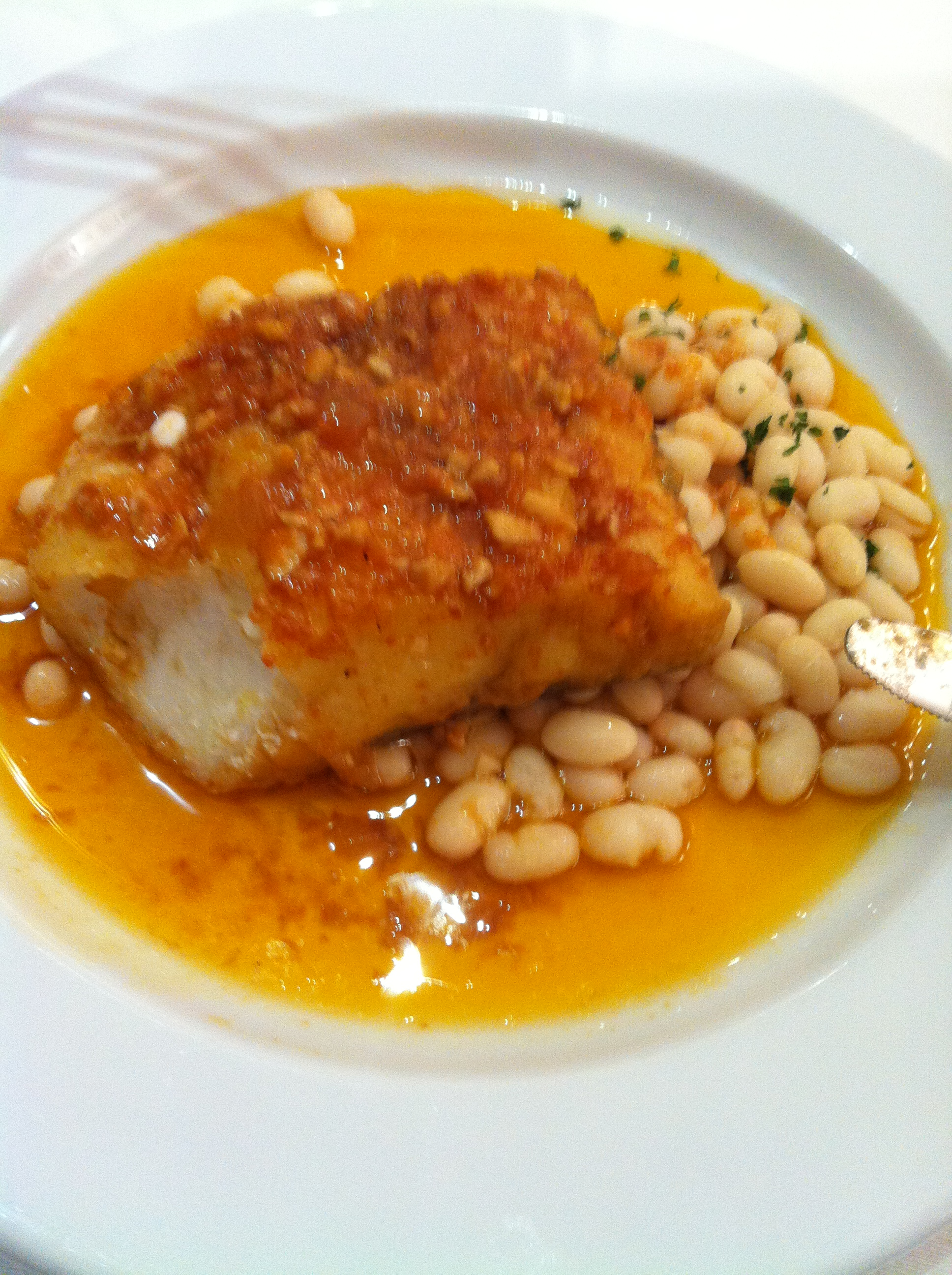
Bacallà a la llauna